# Boganiidae
Boganiidae là một họ bọ Cánh cứng trong phân bộ Polyphaga.